# 1998 في الولايات المتحدة
فيما يلي قوائم الأحداث التي وقعت خلال عام 1998 في الولايات المتحدة.

## أحداث
- 4 يناير – خطوط أوليمبيك الجوية الرحلة 417
- 1 يناير – مسح بروجي عميق
- 31 مايو – لاري ساندريس شو

## سياسة

### تعيين في المنصب
- 1 يناير – أندي هاريس عضو مجلس ولاية ماريلند.
- 17 يناير – جيم جيلمور حاكم فرجينيا [الإنجليزية]‏.
- 1 يوليو – تيم كين عمدة ريتشموند [الإنجليزية]‏.
- 4 أغسطس – جو لوكهارت السكرتير الصحفي للبيت الأبيض.
- 18 أغسطس – بيل ريتشاردسون وزير الطاقة الأمريكي.
- 24 نوفمبر – اريك شينسكي نائب رئيس أركان جيش الولايات المتحدة [الإنجليزية]‏.
- 12 ديسمبر – بادي ماكاي حاكم ولاية فلوريدا [الإنجليزية]‏.

### انتهاء فترة المنصب
- 1 يناير – جاري ميلر عضو جمعية ولاية كاليفورنيا.
- 1 يناير – روبرت أ. جرانت القاضي الفيدرالي للولايات المتحدة.
- 5 يناير – سوني بونو عضو مجلس النواب الأمريكي.
- 1 أبريل – باربرا لي عضو مجلس ولاية كاليفورنيا.
- 4 أغسطس – مايك ماكوري السكرتير الصحفي للبيت الأبيض.
- 7 نوفمبر – رام ايمانويل كبير مستشاري رئيس الولايات المتحدة [الإنجليزية]‏.
- 16 نوفمبر – بيتر فيتزجيرالد عضو مجلس ولاية إلينوي.
- 12 ديسمبر – بادي ماكاي نائب حاكم فلوريدا [الإنجليزية]‏.
- 31 ديسمبر – جورج فوينوفيتش حاكم ولاية أوهايو  [لغات أخرى]‏.

## ظهور
- 1 يناير – 30 سكوندز تو مارس
- 1 يناير – إيندي روك
- 1 يناير – بروغريسيف روك
- 1 يناير – تيرور سكواد
- 1 يناير – دبستيب نوع من أنواع الموسيقى الراقصة الإلكترونية ، نشات في جنوب لندن ، إنجلترا . ظهرت في أواخر عقد 1990 . باعتبارها تطورا طبيعيا ضمن نمط من الأنماط المتصلة بها ، مثل موسيقى ,Broken beat , jungle ,2- Step Garage , reggae .
- 1 يناير – ذا ستروكس
- 1 يناير – ذا فيدار
- 1 يناير – كيل سويتش إنجاج
- 1 يناير – 30 سكوندز تو مارس
- 1 يونيو – حبيبي مرة أخرى ألبوم لبريتني سبيرز.
- 19 أغسطس – روتن توميتوز

## أفلام
من الأفلام التي صدرت هذه السنة في الولايات المتحدة:
- 1 يناير – أجنحة الحمامة من إخراج Iain Softley [الإنجليزية]‏.
- 1 يناير – أعرف ماذا فعلت الصيف الماضي من إخراج Jim Gillespie (director) [الإنجليزية]‏.
- 1 يناير – أفضل ما يمكن حصوله من إخراج جيمس بروكس.
- 1 يناير – أميستاد من إخراج ستيفن سبيلبرغ.
- 1 يناير – الببغاء بوللي من إخراج جون روبرتس.
- 1 يناير – التاريخ الأمريكي إكس من إخراج توني كاي (مخرج).
- 1 يناير – الحافة من إخراج Lee Tamahori [الإنجليزية]‏.
- 1 يناير – الحصار من إخراج إدورد زويك.
- 1 يناير – الخط الأحمر الرفيع من إخراج تيرينس ماليك.
- 1 يناير – السعادة من إخراج تود سولوندز.
- 1 يناير – اللعب عن ظهر قلب من إخراج ويلارد كارول.
- 1 يناير – الإنسان المشحون من إخراج سايمون وينسير.
- 1 يناير – إفرست من إخراج Greg MacGillivray [الإنجليزية]‏، ديفد اف. بريشيارس [الإنجليزية]‏.
- 1 يناير – ثعبان العيون من إخراج براين دي بالما.
- 1 يناير – جاكي براون من إخراج كوينتن تارانتينو.
- 1 يناير – حصل على لعبة من إخراج سبايك لي.
- 1 يناير – دكتور فريز الشرير وباتمان من إخراج Boyd Kirkland [الإنجليزية]‏.
- 1 يناير – رونين من إخراج جون فرانكنهايمر.
- 1 يناير – ساحة واشنطن من إخراج آقنييسكا هولاند.
- 1 يناير – ستة أيام، سبعة ليالي من إخراج ايفان ريتمان.
- 1 يناير – سمول سولجرز من إخراج جو دانتي.
- 1 يناير – سيتي أوف آنجيلز من إخراج براد سيلبرلنج.
- 1 يناير – صائدا الفأر من إخراج غور فيربينسكي.
- 1 يناير – صانع المطر من إخراج فرانسيس فورد كوبولا.
- 1 يناير – صحراء زرقاء من إخراج مورغان ج. فريمان.
- 1 يناير – صورة مثالية من إخراج غلين غوردون كارون.
- 1 يناير – عروس تشاكي من إخراج روني يو.
- 1 يناير – قتل في 1600 من إخراج دوايت إتش ليتل.
- 1 يناير – قناع زورو من إخراج مارتن كامبل.
- 1 يناير – لديك بريد من إخراج نورا أفرون.
- 1 يناير – ليباوسكي الكبير من إخراج الأخوان كوين، إيثان كوين، جويل كوين.
- 1 يناير – مافيا! من إخراج جيم أبراهامز.
- 1 يناير – محاكاة من إخراج جييرمو ديل تورو.
- 1 يناير – محامي الشيطان من إخراج تايلور هاكفورد.
- 1 يناير – منجم ذهب مخملي من إخراج تود هينز.
- 13 مارس – الرجل ذو القناع الحديدي من إخراج راندل والاس.[1]
- 17 أبريل – ابن البلد من إخراج ستيفن جيلينهال.
- 8 مايو – ديب إمباكت من إخراج Mimi Leder [الإنجليزية]‏.[2]
- 15 مايو – الخوف والبغض في لاس فيغاس من إخراج تيري غيليام.
- 18 مايو – غودزيلا من إخراج رولان إيميريش.
- 1 يونيو – عرض ترومان من إخراج بيتر وير (مخرج).
- 1 يوليو – أرمجدون من إخراج مايكل بي.[3]
- 15 يوليو – هناك شيء ما عن ماري من إخراج بوبي فارلي، بيتر فاريلي.
- 16 يوليو – جورج وجونغل من إخراج سام ويزمان [الإنجليزية]‏.
- 24 يوليو – إنقاذ الجندي رايان من إخراج ستيفن سبيلبرغ.[4]
- 29 يوليو – ذي بارينت تراب من إخراج نانسي مايرز.
- 19 أغسطس – بليد من إخراج ستيفن نورينون.
- 28 أغسطس – فتنة من إخراج بول شريدر.
- 7 سبتمبر – شهرة من إخراج وودي آلن.
- 17 سبتمبر – البلدة الفاضلة من إخراج غاري روس.
- 18 سبتمبر – ساعة الذروة من إخراج بريت راتنر.
- 1 نوفمبر – تيتانيك من إخراج جيمس كاميرون.
- 14 نوفمبر – ابن آوى من إخراج مايكل كايتون-جونز.
- 3 ديسمبر – شكسبير عاشقا من إخراج جون مادن.
- 5 ديسمبر – غود ويل هانتينغ من إخراج جوس فان سانت.
- 12 ديسمبر – وحيد في المنزل 3 من إخراج راجا غوسنيل.
- 25 ديسمبر – ذيل الكلب من إخراج باري ليفنسون.
- 25 ديسمبر – ساعي البريد من إخراج كيفين كوستنر.
- 31 ديسمبر – أوسكار و لوسيندا من إخراج جيليان آرمسترونغ.

## برامج ومسلسلات وأنمي
- بسبسبوبي
- كينغ أوف ذا هيل

## كتب
من الكتب التي صدرت هذه السنة في الولايات المتحدة:
- 1 يناير – 48 قانونا للسلطة من تأليف روبرت غرين.
- 1 يناير – ابنة الحظ من تأليف إيزابيل الليندي.
- 1 يناير – الحصن الرقمي من تأليف دان براون.
- 1 يناير – صدام الملوك من تأليف جورج ر. ر. مارتن.
- 1 يناير – من الذي حرك قطعة الجبن الخاصة بي ؟ من تأليف سبنسر جونسون.
- 1 يناير – نظرية التربية من تأليف جوديث ريتش هاريس.

## مواليد

### يناير
- 12 يناير – ناثان جامبل ممثل أمريكي.
- 20 يناير – فرانسيس تيافوي لاعب كرة مضرب أمريكي.
- 22 يناير – سايلنتو
- 28 يناير – أرييل وينتر

### فبراير
- 11 فبراير – خاليد
- 15 فبراير – زاكاري جوردون ممثل أمريكي.

### أبريل
- 3 أبريل – باريس جاكسون[5]
- 6 أبريل – بيتن ليست
- 9 أبريل – إيل فانينغ ممثلة أمريكية.[6]
- 24 أبريل – ريان نيومان[7]
- 29 أبريل – مالوري بيو لاعبة كرة قدم أمريكية.[8]

### مايو
- 5 مايو – أيزيا هارتنشتاين لاعب كرة سلة ألماني.
- 12 مايو – تورنادو أليسا بلاك لاعبة كرة مضرب أمريكية.
- 17 مايو – تيرانس فيرغسون لاعب كرة سلة من الولايات المتحدة الأمريكية.
- 26 مايو – جايكوب بارنيت فيزيائي من الولايات المتحدة الأمريكية.

### يونيو
- 11 يونيو – تشارلي طحان ممثل أمريكي.

### يوليو
- 8 يوليو – جيدن سميث ممثل أمريكي.[9]
- 9 يوليو – روبرت كابرون
- 21 يوليو – ماغي ليندمان مغنية من الولايات المتحدة الأمريكية.
- 22 يوليو – ماديسن بتيس ممثلة أمريكية.
- 31 يوليو – ريكو رودريجيز ممثل أمريكي.

### أغسطس
- 11 أغسطس – ناديا قزي
- 24 أغسطس – صوفيا ريتشي
- 25 أغسطس – تشاينا آن ماكلين

### سبتمبر
- 18 سبتمبر – كريستيان بوليسيتش لاعب كرة قدم أمريكي.[10]

### أكتوبر
- 23 أكتوبر – أماندلا ستينبرغ ممثلة أمريكية.[11]
- 24 أكتوبر – دايا مغنية أمريكية.
- 28 أكتوبر – نولان غولد ممثل أمريكي.

### نوفمبر
- 2 نوفمبر – جوش ويغينز ممثل أمريكي.[12]
- 13 نوفمبر – غاتلين غريفيث
- 17 نوفمبر – كارا هايوارد ممثلة أمريكية.
- 24 نوفمبر – بيتون ماير ممثل أمريكي.

### ديسمبر
- 2 ديسمبر – أمبير مونتانا
- 15 ديسمبر – تشاندلر كانتربري
- 22 ديسمبر – جينيفيف هانيليوس
- 28 ديسمبر – جاريد غيلمان ممثل أمريكي.
- 29 ديسمبر – شيموس ديفي فيتزباتريك ممثل أمريكي.

## وفيات

### يناير
- 1 يناير – هيلين ويلز (مواليد 1905) لاعبة كرة مضرب أمريكية.[13]
- 5 يناير – سوني بونو (مواليد 1935) سياسي أمريكي.[14]
- 7 يناير – أوين برادلي (مواليد 1915) منتج موسيقي أمريكي.[15]
- 7 يناير – ريتشارد هامينغ (مواليد 1915)[16]
- 8 يناير – توني لافلي (مواليد 1926) لاعب كرة سلة أمريكي.[17]
- 21 يناير – ماري بنتينغ (مواليد 1910)[18]

### فبراير
- 3 فبراير – ريتشارد كاوثورن ستار (مواليد 1924) عالم نبات من الولايات المتحدة الأمريكية.[19]
- 11 فبراير – جوناثان هول (مواليد 1904)[20]
- 22 فبراير – دونالد سام راسيل (مواليد 1906) سياسي أمريكي.[21]
- 26 فبراير – ثيودر شولتز (مواليد 1902) عالم اقتصاد أمريكي.[22]
- 27 فبراير – جورج هتشنغز (مواليد 1905)[23]

### مارس
- 2 مارس – روبرت أ. جرانت (مواليد 1905) سياسي أمريكي.
- 7 مارس – بيل كابل (مواليد 1946) ممثل أمريكي.
- 7 مارس – دون كيرخام (مواليد 1908) فيزيائي أمريكي.[24]
- 8 مارس – راي نيتشكه (مواليد 1936) لاعب كرة قدم أمريكية.[25]
- 10 مارس – لويد بريدجز (مواليد 1913)[26]
- 11 مارس – بادي جانيت (مواليد 1917)
- 15 مارس – بينجامين سبوك (مواليد 1903) سياسي أمريكي.[27]
- 17 مارس – كليف باركر (مواليد 1921)
- 21 مارس – ستانلي ماير (مواليد 1940)
- 27 مارس – ديفيد ماكليلاند (مواليد 1917)[28]
- 29 مارس – يوجين والتر (مواليد 1921) كاتب أمريكي.[29]

### أبريل
- 1 أبريل – جين إيفانز (مواليد 1922)[30]
- 9 أبريل – جون تيت (مواليد 1955) ملاكم من الولايات المتحدة الأمريكية.[31]
- 12 أبريل – مارفين وولفغانغ (مواليد 1924)[32]
- 14 أبريل – موريس ستانس (مواليد 1908) محاسب من الولايات المتحدة الأمريكية.[33]
- 18 أبريل – تيري سانفورد (مواليد 1917) سياسي أمريكي.[34]
- 23 أبريل – جيمس إرل راي (مواليد 1928) مجرم من الولايات المتحدة الأمريكية.[35]
- 30 أبريل – ادوين طومسون جاينيس (مواليد 1922) فيزيائي أمريكي.[36]

### مايو
- 5 مايو – بول سيمور (مواليد 1928)[37]
- 9 مايو – أليس فاييه (مواليد 1915)[38]
- 14 مايو – فرانك سيناترا (مواليد 1915)[39]
- 14 مايو – مارجوري ستونمان دوغلاس (مواليد 1890)
- 21 مايو – دوغلاس فولي (مواليد 1911)[40]
- 21 مايو – روبرت جيست (مواليد 1917) ممثل ومخرج أمريكي.[41]
- 22 مايو – جون ديريك (مواليد 1926)[42]
- 23 مايو – تيلفورد تايلور (مواليد 1908) محامي أمريكي.[43]
- 25 مايو – تود ويتسكين (مواليد 1963) لاعب كرة مضرب أمريكي.
- 29 مايو – أورلاندو أندرسون (مواليد 1974) ممثل من الولايات المتحدة الأمريكية.

### يونيو
- 12 يونيو – ليو بوسكاليا (مواليد 1924)[44]
- 26 يونيو – ديك شولتز (مواليد 1917) لاعب كرة سلة أمريكي.

### يوليو
- 2 يوليو – جرابوسكى جو (مواليد 1930) لاعب كرة سلة أمريكي.
- 6 يوليو – روي روجرز (مواليد 1911)[45]
- 21 يوليو – ألان شيبارد (مواليد 1923) رائد فضاء أمريكي.[46]
- 23 يوليو – ميد بارك (مواليد 1933) لاعب كرة سلة أمريكي.
- 29 يوليو – جيرومي روبين (مواليد 1918)[47]
- 29 يوليو – ويليام مارتن (مواليد 1906)

### أغسطس
- 7 أغسطس – والاس هـ. كولتر (مواليد 1913)
- 8 أغسطس – ريموند إدوارد براون (مواليد 1928) كاهن من الولايات المتحدة الأمريكية.[48]
- 16 أغسطس – دوروثي الغربية (مواليد 1907) كاتب أمريكي.
- 25 أغسطس – لويس فرانكلين باول الابن (مواليد 1907) قاضي أمريكي.[49]
- 26 أغسطس – فريدريك راينس (مواليد 1918) فيزيائي أمريكي.[50]
- 30 أغسطس – ايرفينغ سيغال (مواليد 1918) رياضياتي أمريكي.

### سبتمبر
- 2 سبتمبر – ألن دروري (مواليد 1918) روائي أمريكي.[51]
- 2 سبتمبر – شارل فيرغسون (مواليد 1921)[52]
- 11 سبتمبر – داين كلارك (مواليد 1912) ممثل أمريكي.[53]
- 13 سبتمبر – جورج والاس (مواليد 1919) سياسي أمريكي.[54]
- 15 سبتمبر – رينولد جونسون (مواليد 1906)
- 21 سبتمبر – فلورنس غريفيث جوينر (مواليد 1959) عداءة سرعة من الولايات المتحدة الأمريكية.[55]

### أكتوبر
- 2 أكتوبر – جين أوتري (مواليد 1907)[56]
- 9 أكتوبر – روبرت ألين (مواليد 1906) ممثل أمريكي.[57]
- 10 أكتوبر – كلارك كليفورد (مواليد 1906) ضابط من الولايات المتحدة الأمريكية.[58]
- 11 أكتوبر – ريتشارد دينينغ (مواليد 1914)[59]
- 12 أكتوبر – ماثيو شيبرد (مواليد 1976)[60]
- 16 أكتوبر – جون بوستل (مواليد 1943) عالِم حاسوب من الولايات المتحدة الأمريكية.
- 21 أكتوبر – جون هازن (مواليد 1927) لاعب كرة سلة أمريكي.
- 28 أكتوبر – جيمس داي (مواليد 1925) ضابط من الولايات المتحدة الأمريكية.[61]
- 28 أكتوبر – جيمس قولدمان (مواليد 1927)

### نوفمبر
- 3 نوفمبر – بوب كين (مواليد 1915)[62]
- 12 نوفمبر – بول هوفمان (مواليد 1925)
- 13 نوفمبر – ريد هولزمان (مواليد 1920)
- 20 نوفمبر – هوارد ويلسون ايمونز (مواليد 1912) فيزيائي من الولايات المتحدة الأمريكية.[63]
- 25 نوفمبر – إد سميث (مواليد 1929) لاعب كرة سلة من الولايات المتحدة الأمريكية.[64]
- 30 نوفمبر – روث كليفورد (مواليد 1900) ممثلة أمريكية.[65]
- 30 نوفمبر – مارغريت ووكر (مواليد 1915)[66]

### ديسمبر
- 7 ديسمبر – مارتن رودبل (مواليد 1925)[67]
- 9 ديسمبر – آرشي مور (مواليد 1913) ملاكم من الولايات المتحدة الأمريكية.[68]
- 11 ديسمبر – جاك كولمان (مواليد 1924) لاعب كرة سلة أمريكي.
- 14 ديسمبر – نورمان فيل (مواليد 1924) ممثل أمريكي.[69]
- 22 ديسمبر – ميشيل توماس (مواليد 1969)
- 28 ديسمبر – وليام فرانكفاثر (مواليد 1944) ممثل أمريكي.
- 29 ديسمبر – دون تايلور (مواليد 1920)[70]